# Мен (затока)
Мен (англ. Gulf of Maine) — затока Атлантичного океану на східному узбережжі Північної Америки.

## Фізико-географічні особливості
Затока обмежена півостровами Кейп-Код на північному сході і Нова Шотландія на південному заході. Знаходиться у межах штатів США Массачусетс, Нью-Гемпшир і Мен і канадських провінцій Нью-Брансвік і Нова Шотландія. Затока Мен включає затоку Фанді в північно-східній частині і затоку Массачусетс в південно-західній.
Берегова лінія затоки Мен скеляста і порізана, з характерним тріасовим типом берега. Банка Джоржеса (англ. Georges Bank) в південній частині затоки відвертає від її входу Гольфстрім, а Лабрадорська течія потрапляючи в затоку Мен робить її води холоднішими і багатшими на поживні речовини.
Затока Мен складається з трьох головних басейнів: Уілкінсон-басейну (англ. Wilkinson Basin) в південно-західній частині, Джордан-басейну (англ. Jordan Basin) на півночі і Джоржес-басейну (англ. Georges Basin) на сході. В північній частині Джоржес-басейну і на північ від банки Джоржеса глибина затоки сягає 329 м.

## Вододіл затоки Мен
Площа басейнів річок, що впадають в затоку Мен становить 179 008 км² і становить 100% водостоку штату Мен, 70% Нью-Гемпширу, 56% Нью-Брансвіку, 41% Массачусетса, 36% Нової Шотландії і 1% Квебеку.
Найбільші річки, що впадають в затоку — Аннаполіс (англ. Annapolis River), Кеннебек (англ. Kennebec River), Сако (англ. Saco River), Пенобскот (англ. Penobscot River), Сен-Круа (англ. St. Croix River), Меррімек (англ. Merrimack River), Сент-Джон (англ. Saint John River), Чарльз (англ. Charles River), Петікодіак (англ. Petitcodiac River), Пескатагва (англ. Piscataqua River), Шубенакаді (англ. Shubenacadie River), Салмон (англ. Salmon River), Макодейвик (англ. Magaguadavic River).
Холодні води затоки Мен є одними з найпродуктивніших на морському узбережжі Північної Америки. У затоці живуть або кочують декілька видів промислових риб і тварин, зокрема атлантичний оселедець, американський омар (лат. Homarus americanus). Літом в затоку заходять декілька видів китів, включно з вимираючим видом — північноатлантичним гладким китом (лат. Eubalaena glacialis).

## Історія і політика

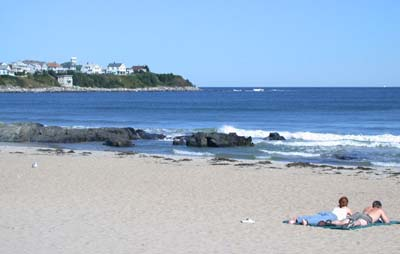
Пляж Гемтон-Біч, Нью-Гемпшир, вересень

Найпершими європейськими колоніями в затоці стали французька колонія на острові Сен-Круа, яка була заснована в 1604 році, і заснована в 1607 році англійська колонія Попгам на березі річки Кеннебек.
В 1960-х — 1970-х роках Канада і США сперечалися за управління рибальством й ресурсами затоки Мен. Міжнародний суд визначив морські кордони в затоці у 1984 році, але між країнами триває територіальна суперечка щодо правління островом Макіас-Сіл в районі Джорджес-банки.
Сьогодні найбільші порти на берегах затоки — Бостон, Портленд (США), Сент-Джон (Канада).